# 유학수 (영화인)
유쉐슈(중국어: 游學修, 한자음: 유학수, 영어: Neo Yau Hawk Sau, 1990년 9월 24일 ~ )는 홍콩의 배우, 감독이자 각본이다.